# Gosford
Gosford is een stad in de staat New South Wales in Australië. De stad heeft ruim 155.000 inwoners, waarmee het de negende stad van het land is. De stad ligt aan het uiterste noorden van Brisbane Water.

## Geboren in Gosford
- Matt Graham (1994), freestyleskiër

## Galerij

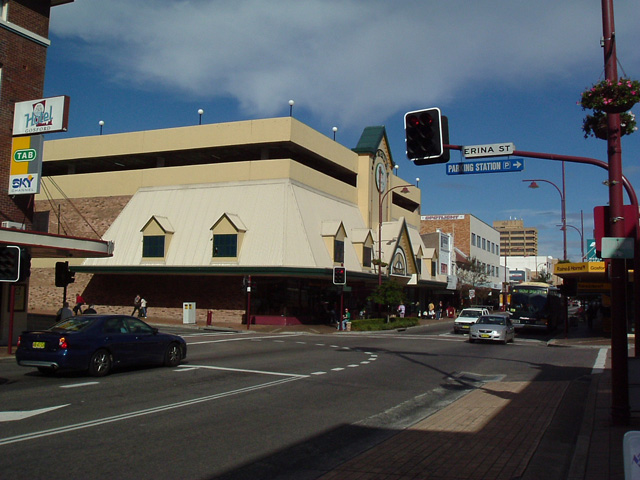
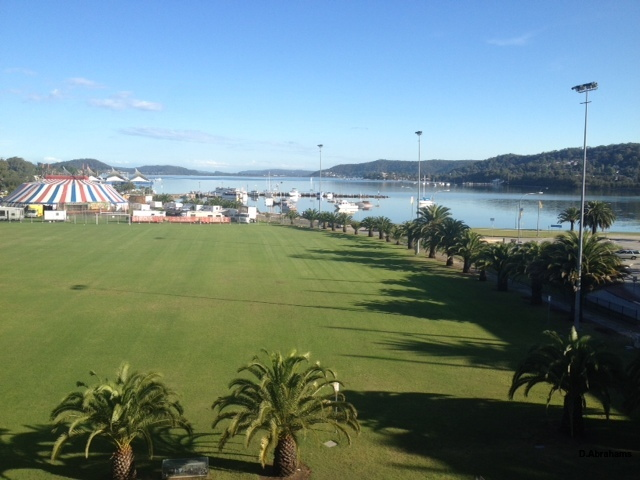
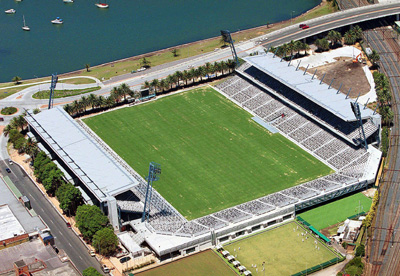
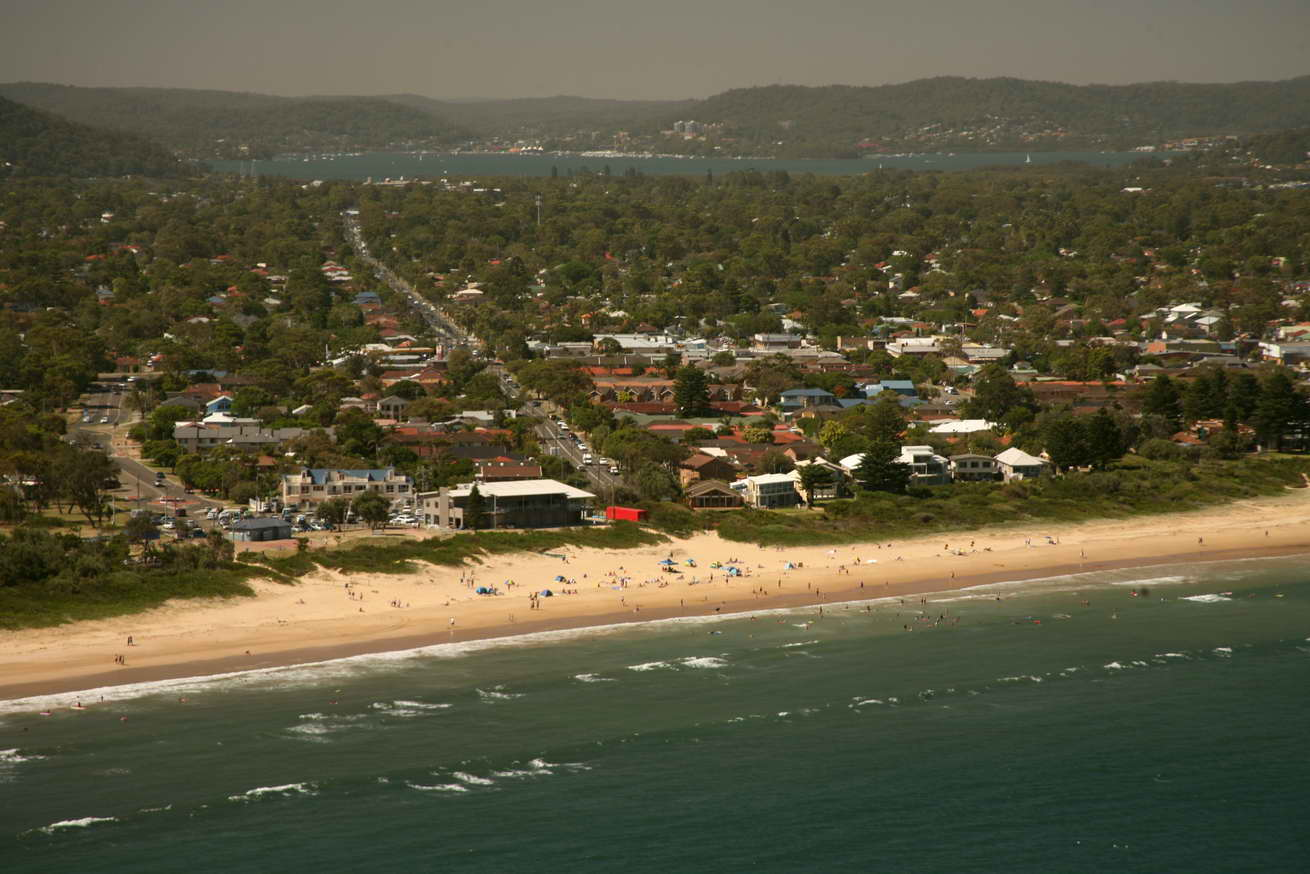

Albury ·
Armidale ·
Bathurst ·
Blue Mountains ·
Broken Hill ·
Cessnock ·
Coffs Harbour ·
Dubbo ·
Gosford ·
Goulburn ·
Grafton ·
Griffith ·
Greater Taree ·
Hawkesbury ·
Lake Macquarie ·
Lismore ·
Lithgow ·
Maitland ·
Newcastle ·
Orange ·
Queanbeyan ·
Shellharbour ·
Shoalhaven ·
Sydney (hoofdstad) ·
Tamworth ·
Tanglewood ·
Wagga Wagga ·
Wollongong ·
Wyong